# Diamonijum fosfat
Diamonijum fosfat (DAP) (hemijska formula , IUPAC ime diamonijum hidrogen fosfat) je jedan iz serije u vodi rastvornih amonijum fosfatnih soli koje se mogu formirati kad amonijak reaguje sa fosfornom kiselinom. Čvrsti diamonijum fosfat se razlaže do amonijaka u skadu sa sledećom jednačinom:
|  |  |

gde je:
 = rezultujući disocijacioni pritisak amonijaka
 = apsolutna temperatura (K)
Na 100°C, disocijacioni pritisak diamonijum fosfata je oko 5 mmHg.

## Literatura
- McKetta Jr, John J., ур. (1990). Encyclopedia of Chemical Processing and Design (Chemical Processing and Design Encyclopedia). New York: Marcel Dekker, Inc. стр. 478,520. ISBN 978-0-8247-2485-6.
- John R Van Wazer (1958). Phosphorus And Its Compounds - Volume I: Chemistry. New York: Interscience Publishers, Inc. стр. 503.

## Spoljašnje veze
- 0217